# نووترویتسکویه (شهرستان ایگلینسکی، باشقیرستان)
نووترویتسکویه (انگلیسی: Novotroitskoye, Iglinsky District, Republic of Bashkortostan) یک شهرک در شهرستان ایگلینسکی استان باشقیرستان کشور روسیه است.